# Ciało do ciała
Ciało do ciała – debiutancki album zespołu Toples wydany pierwotnie w październiku 1998 roku pod tytułem "Przestań kłamać mała" w firmie fonograficznej Kamerton. 4 miesiące później, w lutym 1999 roku ukazała się reedycja pod nowym tytułem w firmie fonograficznej Green Star. Płyta zawiera 11 piosenek, wersja dance piosenki Ciało do ciała + intro. Do tej płyty nagrano dwa teledyski: "Przestań kłamać mała" i "Ciało do ciała".

## Lista utworów
1. "Intro"
2. "Przestań kłamać mała"
3. "Ciało do ciała"
4. "Czas rozstania"
5. "Serce ci powie"
6. "Żar tropików"
7. "Dałem ci serce"
8. "Co mam robić"
9. "Tylko ta piosenka"
10. "Moje pragnienie"
11. "Każda noc"
12. "Nie mów, że (ver. '99)"
13. "Ciało do ciała Dance version '99"